# Angelusringning

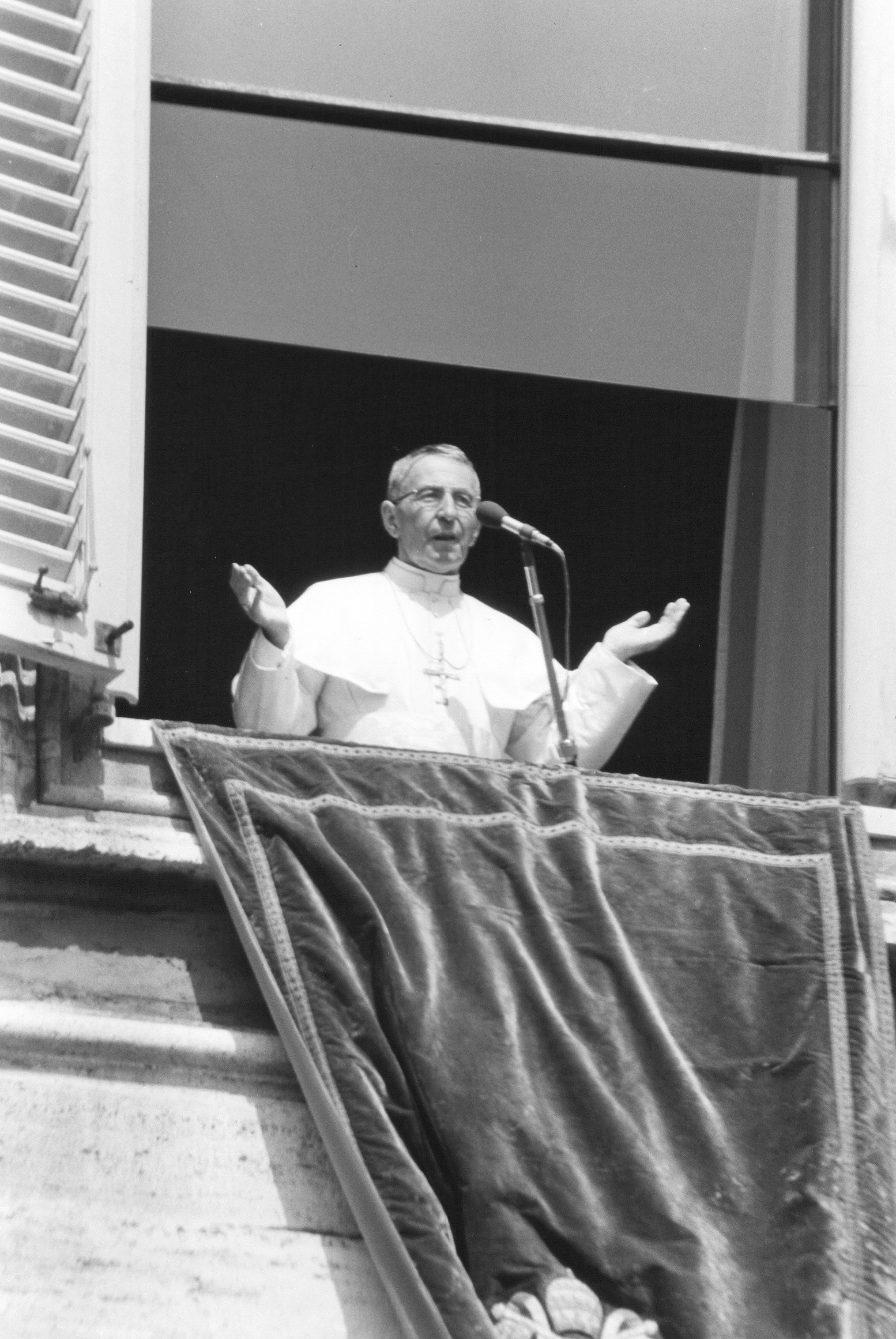
Johannes Paulus I vid en angelusbön från sitt fönster.

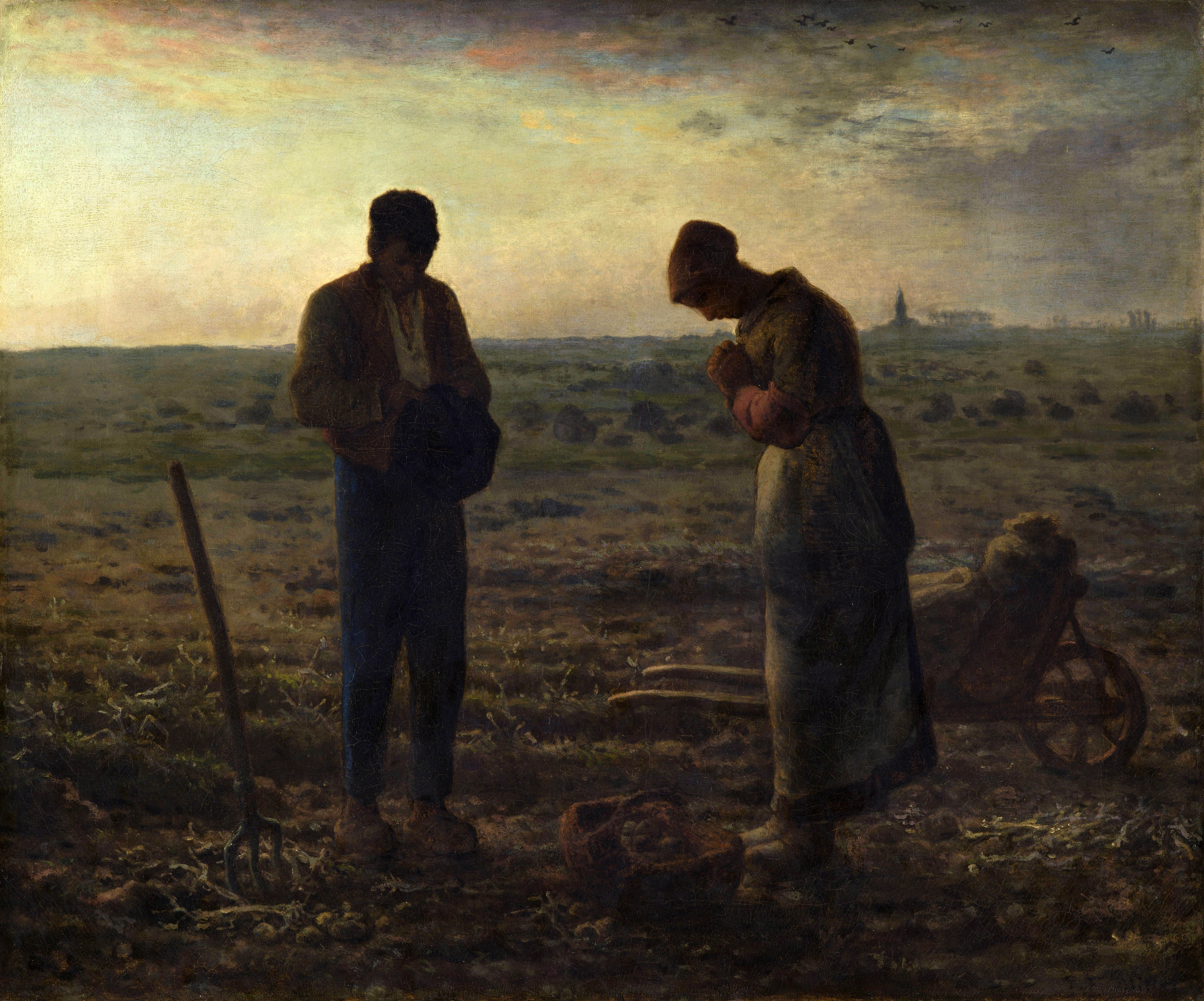
Ett par i bön vid Angelusringning. Jean-François Millets målning Aftonringningen från 1857–1859.

Angelus, eller Angelusringning, är en klockringning hos katolikerna som äger rum på morgonen, mitt på dagen och på kvällen. Den innehåller tre gånger bönen Ave Maria ("Var hälsad, Maria").
Namnet "Angelus" syftar på inledningsorden Angelus Domini nuntiavit Mariæ, "Herrens ängel kom med bud till Maria". Bönen beds tre gånger per dag under tiden utanför påsktiden och härstammar från 1200-talet, även om den infördes mer allmänt under 1450-talet. Under påsktiden beds istället Regina Caeli, "Himmelens drottning". 
Varje söndag klockan 12 håller påven en offentlig Angelusbön/Regina caelibön från ett fönster vid Petersplatsen i Vatikanstaten. Vid påvens angelusbön mediterar han över dagens evangelium, välsignar sina åhörare, hälsar pilgrimer, samt uttalar sig i aktuella frågor.

## Text
| Angelus | Herrens Ängel |
| --- | --- |
| V/. Angelus Domini nuntiavit Mariæ R/. Et concepit de Spiritu Sancto Ave, Maria, gratia plena, Dominus tecum. Benedicta tu in mulieribus, et benedictus fructus ventris tui IESUS. Sancta Maria, Mater Dei, ora pro nobis peccatoribus, nunc et in hora mortis nostræ. Amen V/. Ecce ancilla Domini: R/. Fiat mihi secundum verbum tuum. Ave, Maria... V/. Et Verbum caro factum est R/. Et habitavit in nobis Ave, Maria... Ora pro nobis, sancta Dei Genetrix Ut digni efficiamur promissionibus Christi Oremus: Gratiam tuam, quæsumus, Domine, mentibus nostris infunde, ut qui, Angelo nuntiante, Christi Filii tui incarnationem cognovimus, per passionem eius et Crucem, ad resurrectionis Gloriam perducamur. Per eundem Christum, Dominum nostrum. R/. Amen. | V/. Herrens ängel kom med bud till Maria R/. och hon blev havande av den Helige Ande Var hälsad, Maria, full av nåd, Herren är med dig. Välsignad är du bland kvinnor, och välsignad är din livsfrukt, JESUS. Heliga Maria, Guds Moder, bed för oss syndare, nu och i vår dödsstund. Amen V/. Se jag är Herrens tjänarinna: R/. Må det ske med mig som du har sagt. Var hälsad, Maria... V/. Och Ordet blev kött R/. och tog sin boning ibland oss. Var hälsad, Maria... V/. Bed för oss, heliga Guds moder R/. att vi blir värdiga Kristi löften. Låt oss bedja. Herre, ingjut din nåd i våra hjärtan, så att vi, som genom ängelns budskap fått veta att din Son blivit människa, genom hans lidande och kors når fram till uppståndelsens härlighet. Genom samme Kristus, vår Herre. R/. Amen. |